# Bioteknikstudenterna
Bioteknikstudenterna (BTS) är en rikstäckande organisation som bildades i Uppsala 2001, då under namnet Bioteknikutbildningar i Sverige (BUS), vars medlemmar är de som studerar ett civilingenjörsprogram inom bioteknik på de lärosätena som ingår i organisationen. Den 8 maj 2013 namnändrades organisationen till nuvarande namn.
BTS bildades för att stärka samarbetet mellan de olika bioteknikutbildningarna samt representera och marknadsföra de svenska bioteknikutbildningarna bland annat genom evenemanget Bioteknikdagarna (BTD) som hålls varje höst på ett av lärosätena.

## Medlemmar
Idag har BTS medlemmar från sex lärosäten runt om i landet, från Umeå i norr till Lund i söder. Nedan listas samtliga lärosäten och deras sektioner.
- Uppsala universitet: X-sektionen SFINX
- Umeå universitet: Sigmasektionen
- Kungliga Tekniska Högskolan: Kemisektionen
- Linköpings Tekniska Högskola: Sektionen för Teknisk Biologi
- Chalmers: Teknologsektionen för Bioteknik samt Kemiteknik med fysik
- Lunds tekniska högskola: Kemi- och Biotekniksektionen

## Bioteknikdagarna
BTS håller årligen i evenemanget Bioteknikdagarna (BTD). Ursprungligen fungerade dessa som möten för medlemsföreningarnas BTS-representanter men evenemanget har på senare år blivit anordnat för fler studenter och innefattar bland annat företags- och alumniträffar, studiebesök, arbetsmarknadsdagen Genvägen, inspirationsföreläsningar och sociala aktiviteter.

### Arrangerande lärosäten
- Bioteknikdagarna 2007 Uppsala
- Bioteknikdagarna 2008 Linköping
- Bioteknikdagarna 2009 Umeå
- Bioteknikdagarna 2010 Chalmers
- Bioteknikdagarna 2011 Uppsala (10-13 november)
- Bioteknikdagarna 2012 KTH
- Bioteknikdagarna 2013 Lund (14-17 november)
- Bioteknikdagarna 2014 Linköping (1-5 oktober)
- Bioteknikdagarna 2015 Umeå
- Bioteknikdagarna 2016 Chalmers
- Bioteknikdagarna 2017 Uppsala
- Bioteknikdagarna 2018 KTH (15-18 november)
- Bioteknikdagarna 2019 Lund
- Bioteknikdagarna 2020 Linköping (inställt på grund av covid-19)
- Bioteknikdagarna 2021 Linköping (25-28 november)
- Bioteknikdagarna 2022 Umeå (3-6 november)
- Bioteknikdagarna 2023 Chalmers (23-25 november)
- Bioteknikdagarna 2024 Uppsala (14-17 november)